# Un arco del viejo puente de Westminster
Un arco del viejo puente de Westminster es un cuadro del pintor británico Samuel Scott pintado en 1750. Scott pinta en este paisaje fluvial un arco del puente sobre el Támesis, entonces recién inaugurado y poco antes de ser abierto al público. Este puente une Westminster y Lambeth.
Este cuadro forma parte de una serie sobre el mismo tema del que se conservan cinco ejemplares. En la obra se percibe la influencia del maestro de Scott, Canaletto, cuyas vedutte estaban muy de moda es la alta sociedad británica de entonces. De hecho, el propio Canaletto pintó los puentes londinenses en su etapa inglesa.
En el lienzo se puede ver un arco del puente en primer plano, con un rudimentario andamio de madera donde dos trabajadores se pasan una jarra, en un elemento anecdótico. En el agua se observan varias barcas (tipo góndola, otro reflejo del maestro veneciano) usadas para el transporte de mercancías, algunos bañistas nadando y al fondo, la ciudad de Londres, al oeste del puente (West End).